# NGC 5079
NGC 5079 (również PGC 46473) – galaktyka spiralna z poprzeczką (SBbc/P), znajdująca się w gwiazdozbiorze Panny. Odkrył ją William Herschel 11 maja 1784 roku.